# محمد بن عبد الله بن مالك الخزاعي
محمد بن عبد الله بن مالك الخزاعي كان عاملًا على اليمن في القرن التاسع في عهد الخلافة العباسية.
عُين واليًا في عهد خلافة الأمين (حكم 809-813) في محاولة لاسترضاء اليمنيين، في أعقاب الشكاوى بشأن الإدارة غير الشعبية لسلفه حماد البربري. وبعد وصوله إلى اليمن، عمل ضد عملاء حماد في مختلف مديريات المحافظة، فصادر ثرواتهم، فحاز بذلك على رضا السكان المحليين. وظل حاكمًا حتى منتصف عام 811، عندما عُزل لصالح محمد بن سعيد بن السرح الكناني.

## ملحوظات
1. ↑  Al-Mad'aj 1988، صفحات 203–04; Ibn 'Abd al-Majid 1985، صفحة 27. Bikhazi 1970، صفحات 24–25, states that he was succeeded as governor by Yazid ibn Jarir al-Qasri. Al-Ya'qubi 1883، صفحة 499, calling him 'Abdallah ibn Malik, says that he was appointed in the reign of Harun al-Rashid (d. 809).